# 131P/Mueller
La comète Mueller 2, officiellement 131P/Mueller 2, est une comète périodique du système solaire, découverte le 15 septembre 1990 par Jean Mueller à l'observatoire Palomar en Californie.